# Austrolimnophila (Austrolimnophila) xanthoptera
Austrolimnophila (Austrolimnophila) xanthoptera is een tweevleugelige uit de familie steltmuggen (Limoniidae). De soort komt voor in het Neotropisch gebied.